# Lauren Shuler Donner
Lauren Shuler Donner est une productrice américaine né le 23 juin 1949 à Cleveland dans l'Ohio. 
Elle est surtout connue pour avoir produit la saga cinématographique X-Men de 2000 à 2020.

## Biographie
Lauren Shuler Donner a été mariée au producteur Mark Rosenberg (en) de 1980 à 1984. Elle épouse ensuite le réalisateur Richard Donner en 1985, de dix-neuf ans son aîné. Ils resteront mariés jusqu'à la mort de ce dernier en 2021.

## Filmographie

### En tant que productrice
- 1978 : Dieu merci, c'est vendredi (Thank God It's Friday), de Robert Klane (productrice associée)
- 1979 : Amateur Night at the Dixie Bar and Grill (TV)
- 1983 : Mister Mom (Mr. Mom)
- 1985 : Ladyhawke, la femme de la nuit (Ladyhawke)
- 1985 : St. Elmo's Fire
- 1986 : Rose bonbon (Pretty in Pink)
- 1987 : Cameo by Night (TV) (productrice déléguée)
- 1989 : Les Trois Fugitifs (Three Fugitives)
- 1992 : Radio Flyer
- 1993 : Président d'un jour (Dave)
- 1993 : Sauvez Willy (Free Willy)
- 1994-1996 : Sauvez Willy (Free Will) (série TV d'animation) (productrice déléguée)
- 1994 : The Favor
- 1995 : Sauvez Willy 2 (Free Willy 2: The Adventure Home)
- 1995 : Assassins (productrice déléguée)
- 1997 : Volcano (productrice déléguée)
- 1997 : Sauvez Willy 3 (Free Willy 3: The Rescue) (productrice déléguée)
- 1998 : Bulworth (productrice déléguée)
- 1998 : Vous avez un message (You've Got Mail)
- 1999 : L'Enfer du dimanche (Any Given Sunday)
- 2000-2020 : série X-Men, 1er film de la série : X-Men
- 2001 : Snow, Sex and Sun (Out Cold) (productrice déléguée)
- 2003 : Pour le meilleur et pour le rire (Just Married) (productrice déléguée)
- 2003 : X-Men 2 (X2)
- 2004 : Prisonniers du temps (Timeline)
- 2005 : Constantine
- 2006 : She's the Man
- 2006 : X-Men : L'Affrontement final (X-Men: The Last Stand)
- 2006 : Enfants non accompagnés (Unaccompanied Minors)
- 2008 : Semi-pro
- 2008 : Le Secret de Lily Owens (The Secret Life of Bees)
- 2009 : Palace pour chiens (Hotel for Dogs)
- 2009 : X-Men Origins: Wolverine
- 2009 : L'Assistant du vampire (Cirque du Freak: The Vampire's Assistant)
- 2011 : X-Men : Le Commencement (X-Men: First Class)
- 2014 : X-Men: Days of Future Past
- 2016 : Deadpool
- 2016 : X-Men: Apocalypse
- 2017 : Logan de James Mangold
- 2018 : Deadpool 2 de David Leitch
- 2019 : X-Men: Dark Phoenix de Simon Kinberg
- 2020 : Les Nouveaux Mutants (The New Mutants) de Josh Boone
- 2024 : Deadpool et Wolverine de Shawn Levy

### En tant qu'actrice
- 1990 : Les Contes de la crypte (Tales from the Crypt) : une femme au bar
- 1992 : L'Arme fatale 3 (Lethal Weapon 3) : l'infirmière
- 1994 : Maverick : Mme D., la tenancière des bains